# Заикин, Валерий Александрович
Валерий Александрович Заикин — советский хозяйственный и политический деятель.

## Биография
Родился в 1929 году. Член КПСС.
Окончил Куйбышевский авиационный институт.
С 1953 года — на хозяйственной, общественной и политической работе.
В 1953—1976 гг. — старший мастер, начальник цеха, заместитель секретаря парткома, секретарь парткома Куйбышевского авиационного завода.
В 1976—1978 гг. — первый секретарь Кировского райкома КПСС города Куйбышева.
В 1978—1979 гг. — первый секретарь Промышленного райкома КПСС города Куйбышева.
В 1979—1984 гг. — первый секретарь Куйбышевского горкома КПСС.
Депутат Верховного Совета РСФСР 10-го созыва. Делегат XXV и XXVI съездов КПСС.
Жил в Самаре.